# Гелена Васку

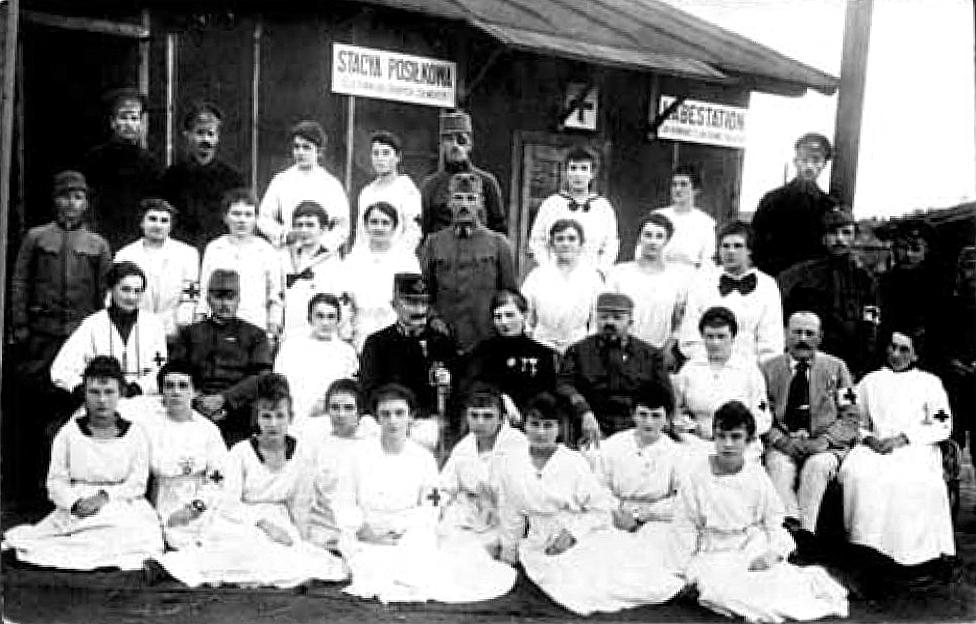
Станція в Ряшеві в 1917 році. На фото зображена Гелена Васку (другий ряд посередині)

Гелена Васку (також Васькова), до шлюбу Швейковська (нар. 15 серпня 1876, Угерці Мінеральні, Польща — пом. ?) — польська перекладачка, письменниця, громадська діячка.

## Життєпис
Народилася 15 серпня 1876 року в Угерці. Вона походила з родини Люб'єв Швейковських герба Любич. Була дочкою Станіслава та Анєлі з Скібінських. Її братами був Станіслав, священеик, можливо, Броніслав Швейковський (1865—1956). Вона закінчила середню школу. З 1893 р. була дружиною офіцера (під час Першої світової війни капітан, потім майор), потім майор і полковник польської армії Олдеріч Васку (1873 р.н.).
Під час Першої світової війни Гелена Васку була надзвичайно активною діячкою в Ряшеві у сфері матеріальної та санітарної допомоги польським легіонерам. Репортажі та звіти про її діяльність неодноразово з'являлися в журналі Ряшівський голос (пол. Głos Rzeszowski), де її описували як таку, що викликає захоплення своєю мужністю і жертовністю, і про невичерпні її заслуги, невтомного керівника, невичерпного в ідеях ініціатора та невтомну в роботі. Своїми діями вона полегшила легіонерам втечу з російського полону та інтернування з боку австрійської влади, за що вона була представлена перед російським та австрійським судами. Під час Першої світової війни вона була активісткою, а з серпня по грудень 1915 року президентом правління притулку для польських легіонерів у Ряшеві, який діяв з 17 жовтня 1915 по липень 1918 року, послідовно розташовувався в штаб-квартирі гімнастичного товариства «Сокіл», у будинку за адресою вул. Замкова 6, а з середини 1917 р. у будівлі Товариства передового розвитку за адресою вул. Сокола. Під час війни вона була президентом (головою) допоміжної станції Червоного Хреста в Ряшеві, яка працювала на залізничній станції, під час якої вона керувала добровільною роботою жінок в лікарняному відділенні та виробництвом сигарет на допоміжній станції. Вона була президентом та віце-президентом Червоного Хреста в Ряшеві, що діяв за адресою вул. Львівська (у 1916 р. при ЧХ діяла так звана «коагуляційна станція», (нім. Лебестація)). Вона також керувала відділенням (комітетом) дам Червоного Хреста в Ряшеві, очолюючи розвідувальну секцію, організовувала відправлення посилок польським військовополоненим у Росію, Італію та Румунію. У 1916 році їй було присвоєно австро-угорський Золотий хрест за заслуги з короною на Медалі за хоробрість за визнання особливо патріотичної та жертовної поведінки щодо ворога (це була друга нагорода, надана їй під час Першої світової війни). 27 березня 1917 р. вона стала членкинею Галицької асоціації Червоного Хреста в Ряшеві, а 29 березня 1917 р. її обрали до Національного управління Червоного Хреста. У вересні 1917 р. з ініціативи Гелени Васку та полковника Лащинського оголошено про відкриття притулку для бідних солдатів у Ряшеві, а 24 листопада 1917 р. було відкрито господарство для солдат. Вона стала заступницею голови Комітету «Тижня легіонерської допомоги» в Ряшеві, організованого в серпні 1917 р.. На початку 1918 р. вона активно діяла в Князівсько-єпископському комітеті Краківського комітету (КЄК) у Ряшеві і стала членкинею відділу. 24 лютого 1918 року вона була обрана президентом гурту асоціації під час жіночої акції в Ряшеві.
Коли Польща відновила незалежність, допоміжна станція Васку на залізничній станції, якою керувала Польща (раніше нім..Verköstigungsstation) за наказом Командування військового у Ряшеві 21 листопада 1918 р. перейшла під управління польської допоміжної станції. У 1919 році вона також працювала в Білому Хресті в Ряшеві. У 1920 році, під час польсько-більшовицької війни, вона працювала у військовому госпіталі. Після повернення Польщі незалежності під час Другої Польської республіки вона була президентом відділення Польського Червоного Хреста. На рубежі 1923/1924 рр. вона стала членкинею Комітету повітового Державної ліги протиповітряної оборони в Ряшеві. 2 травня 1923 року вона була нагороджена Лицарським хрестом ордена Відродження Польщі . Відповідно до заповіту доктора Генріка Ганасевич, на рубежі 1920-х та 1930-х років вона засідала в комітеті створення лікарні Дитина Ісуса у Ряшеві та була членкинею шкільної ради притулку Дитина Ісуса у Ряшеві.
Професійно вона була присяжною судово. перекладачкою. Вона опублікувала переклади з французької, німецької, італійської, англійської мов. Також публікувалася в пресі. Наприкінці 1930-х вона перебувала у Трускавці.